# Вольская улица (Саратов)
Во́льская у́лица (во второй четверти XIX века Во́лгская у́лица, с 1970 до 1991 Братисла́вская у́лица) — одна из центральных улиц Саратова. Проходит от берега Волги до Высокой улицы.

## История
Улица сложилась в 30—40-е годы XIX века согласно генплану 1811 года и получила название Волгской, по уездному городу Волгску. Со временем название «Волгск» упростилось до «Вольск», а улица стала называться Вольской.
В мае 1970 года Вольская улица была переименована в Братиславскую улицу, в честь города-побратима Саратова города Братиславы, но 26 апреля 1991 года ей вернули, наряду с другими улицами Саратова, историческое название.

## Памятники
- Столыпин П.А., Дом губернаторов

## Примечательные здания
| Номер дома | Изображение | Описание |
| ---------- | ----------- | --- |
| 1          |             | Саратовская государственная юридическая академия                                                              |
| 8в         |             | Круглое здание                                                                                                |
| 10         |             | СГУ корпус 12, угол ул. Белоглинской                                                                          |
| 12         |             | Клиника глазных болезней, 1904 г. арх. Зыбин П. М., угол ул. Бахметьевская                                    |
| 20         |             | Дом саратовских губернаторов, 1903—1904 г., арх. А. Н. Клементьев угол ул. Мичурина                           |
| 22         |             | Здание Губернской канцелярии, 1903—1905 г. арх. А. Н. Клементьев, Стерлигов Д. Ф. угол ул. Шевченко           |
| 28         |             | Двухэтажный каменный жилой дом. Модерн, нач. XX в. угол ул. Советская                                         |
| 30         |             | Дом Каллистратова, 1910 г. арх. Каллистратов С. А. угол ул. Пушкина                                           |
| 33         |             | Дом-музей В. Э. Борисова-Мусатова вход                                                                        |
| 40         |             | Доходный дом Масленникова С. М. угол ул. Дзержинского                                                         |
| 44         |             | Доходный дом сер. XIX в. на углу проспекта Столыпина 42.                                                      |
| 52         |             | Особняк Петрова, 1911 г. модерн, угол ул. Большая Казачья                                                     |
| 71         |             | Здание губернского казначейства и казённой палаты, 1909—1910 г. арх. Терликов Ю. Н. угол ул. Сакко и Ванцетти |
| 81         |             | Дом книги, угол проспекта Столыпина                                                                           |
| 83         |             | Саратовский театр юного зрителя имени Ю. П. Киселёва (старое здание) 1912 г.                                  |
| 83         |             | Ресторан «Русские традиции»                                                                                   |
| 97         |             | Дом Ананьина, 1913 г. Модерн. Арх. Пульман М. А. угол ул. Челюскинцев                                         |

### Утраченные объекты
- Большая мельница братьев Шмидт (снесена в 2008).

- Кинематограф «Художественный» (модерн, сгорел, разобран в 1930[5]).

## Расположение
Вольская улица пересекает улицы:
- Чернышевского;
- 53-й Стрелковой дивизии;
- Белоглинскую;
- Бахметьевскую;
- Рабочую;
- Ульяновскую;
- Мичурина;
- Тараса Шевченко;
- Советскую;
- Пушкина;
- Сакко и Ванцетти;
- Дзержинского;
- проспект Столыпина;
- Яблочкова;
- Большую Казачью;
- Киселёва Ю. П.;
- Московскую;
- Челюскинцев;
- Кутякова;
- Гоголя;
- Зарубина В. С.;
- Посадского;
- Большую Горную и 1-й и 2-й Горные тупики;
- Соколовую;
- Крестьянскую улицу и Крестьянские проезды;
- 1-ю Садовую;
- Сердобскую;
- Титова;
- Зелёную;
- Полярную;
- Большую Садовую;
- Пристанскую;
- Крайнюю.

## В культуре
Песня «Три квартала на Вольской» принадлежит барду Владимиру Ланцбергу родом из Саратова.